# BMW 335
BMW 335 är en personbil, tillverkad av den tyska biltillverkaren BMW mellan 1939 och 1941.
Strax före andra världskrigets utbrott introducerades BMW 335. Bilen byggde på ett förlängt chassi från 326-modellen, men motorn var en betydligt större sexa på 3,5 liter.

## Motor
| Modell | Motor              | Cylindervolym | Effekt | Bränslesystem   |
| ------ | ------------------ | ------------- | ------ | --------------- |
| 335    | 6-cyl radmotor ohv | 3485 cm³      | 90 hk  | Enkel förgasare |